# Суплак
Суплак (рум. Suplac) — село у повіті Муреш в Румунії. Адміністративний центр комуни Суплак.
Село розташоване на відстані 250 км на північний захід від Бухареста, 16 км на південь від Тиргу-Муреша, 82 км на південний схід від Клуж-Напоки, 117 км на північний захід від Брашова.

## Населення
За даними перепису населення 2002 року у селі проживали 804 особи.
Національний склад населення села:
| Національність | Кількість осіб | Відсоток |
| -------------- | -------------- | -------- |
| угорці         | 386            | 48,0%    |
| румуни         | 278            | 34,6%    |
| цигани         | 139            | 17,3%    |

Рідною мовою назвали:
| Мова      | Кількість осіб | Відсоток |
| --------- | -------------- | -------- |
| угорська  | 487            | 60,6%    |
| румунська | 286            | 35,6%    |
| циганська | 31             | 3,9%     |